# General William Tecumseh Sherman Monument
Il General William Tecumseh Sherman Monument è una statua equestre ritraente il generale unionista William Tecumseh Sherman; si trova nella Sherman Plaza, che fa parte del President's Park a Washington, capitale federale degli Stati Uniti d'America.
La selezione di un artista avvenuta nel 1896 per realizzare il monumento fu altamente soggetta a controversie. Durante la fase di progettazione l'artista Carl Rohl-Smith morì, pertanto il suo memoriale venne portato a termine da un certo numero di altri scultori. La statua sarà quindi inaugurata nel 1903.
È un elemento che fa parte dei monumenti della guerra di secessione americana a Washington (aggiunto nel 1973) e contribuisce al President's Park South (aggiunto nel 1980), entrambi siti storici protetti elencati nel National Register of Historic Places.